# The Gray Race
The Gray Race дев'ятий студійний альбом панк-рок гурту Bad Religion, який виданий у 1996 році. Це наступний студійний альбом після успіху Stranger Than Fiction у 1994.
Це — перший альбом, записаний без участі гітариста Бретта Гуревича (окрім 1985 EP Back to the Known), та перший реліз із Браяном Бейкером, який замінив його під час Stranger Than Fiction tour.
Деякі пісні з альбому є улюбленими для фанатів, такі як, «Them And Us», «A Walk», «Punk Rock Song», «Spirit Shine», «Ten in 2010», «Come Join Us», та «Cease».
Хоча він не був такий же успішний як Stranger Than Fiction, The Gray Race отримав певний комерційний успіх на MTV. Альбом перевидавався Epitaph Records 15 вересня 2008.

## Відгуки
The Gray Race посів #56 позицію у чарті Billboard 200. Сингл альбому «A Walk» здобув популярність у США. У Європі, альбом також потрапив у німецький чарт на #6 позиції та став «золотим» у Скандинавії. Згодом засновник і тепер знову гітарист гурту Бретт Гуревич розкритикував альбом, та прокоментував, що це найменш продаваний альбом гурту на сьогодні, і що він «невчасний».

## Список композицій
| #   | Назва                    | Автор           | Тривалість |
| --- | ------------------------ | --------------- | ---------- |
| 1.  | «The Gray Race»          | Граффін, Бейкер | 2:06       |
| 2.  | «Them and Us»            | Граффін         | 2:50       |
| 3.  | «A Walk»                 | Граффін         | 2:14       |
| 4.  | «Parallel»               | Граффін         | 3:19       |
| 5.  | «Punk Rock Song»         | Граффін         | 2:27       |
| 6.  | «Empty Causes»           | Граффін         | 2:51       |
| 7.  | «Nobody Listens»         | Граффін, Бейкер | 1:57       |
| 8.  | «Pity the Dead»          | Граффін         | 2:56       |
| 9.  | «Spirit Shine»           | Граффін, Бейкер | 2:11       |
| 10. | «The Streets of America» | Граффін, Бейкер | 3:48       |
| 11. | «Ten in 2010»            | Граффін         | 2:22       |
| 12. | «Victory»                | Граффін         | 2:36       |
| 13. | «Drunk Sincerity»        | Граффін         | 2:13       |
| 14. | «Come Join Us»           | Граффін         | 2:03       |
| 15. | «Cease»                  | Граффін         | 2:35       |

| Europe bonus track | Europe bonus track                | Europe bonus track | Europe bonus track |
| #                  | Назва                             | Автор              | Тривалість         |
| ------------------ | --------------------------------- | ------------------ | ------------------ |
| 16.                | «Punk Rock Song (German version)» | Граффін            | 2:27               |

| Japanese bonus track | Japanese bonus track  | Japanese bonus track |
| #                    | Назва                 | Тривалість           |
| -------------------- | --------------------- | -------------------- |
| 16.                  | «The Universal Cynic» | 2:18                 |
| 17.                  | «The Dodo»            | 2:12                 |

## Учасники запису
- Грег Граффін — вокал
- Грег Гетсон — гітара
- Браян Бейкер – гітара, бек-вокал
- Джей Бентлі – бас-гітара,бек-вокал
- Боббі Шаєр – ударні, перкусія
- Ric Ocasek – продюсер
- Джордж Меріно – мастерінг
- Брюс Келдер – інженірінг
- Фрек Гаргуліо – арт директор, дизайн